# Handschuhsheim

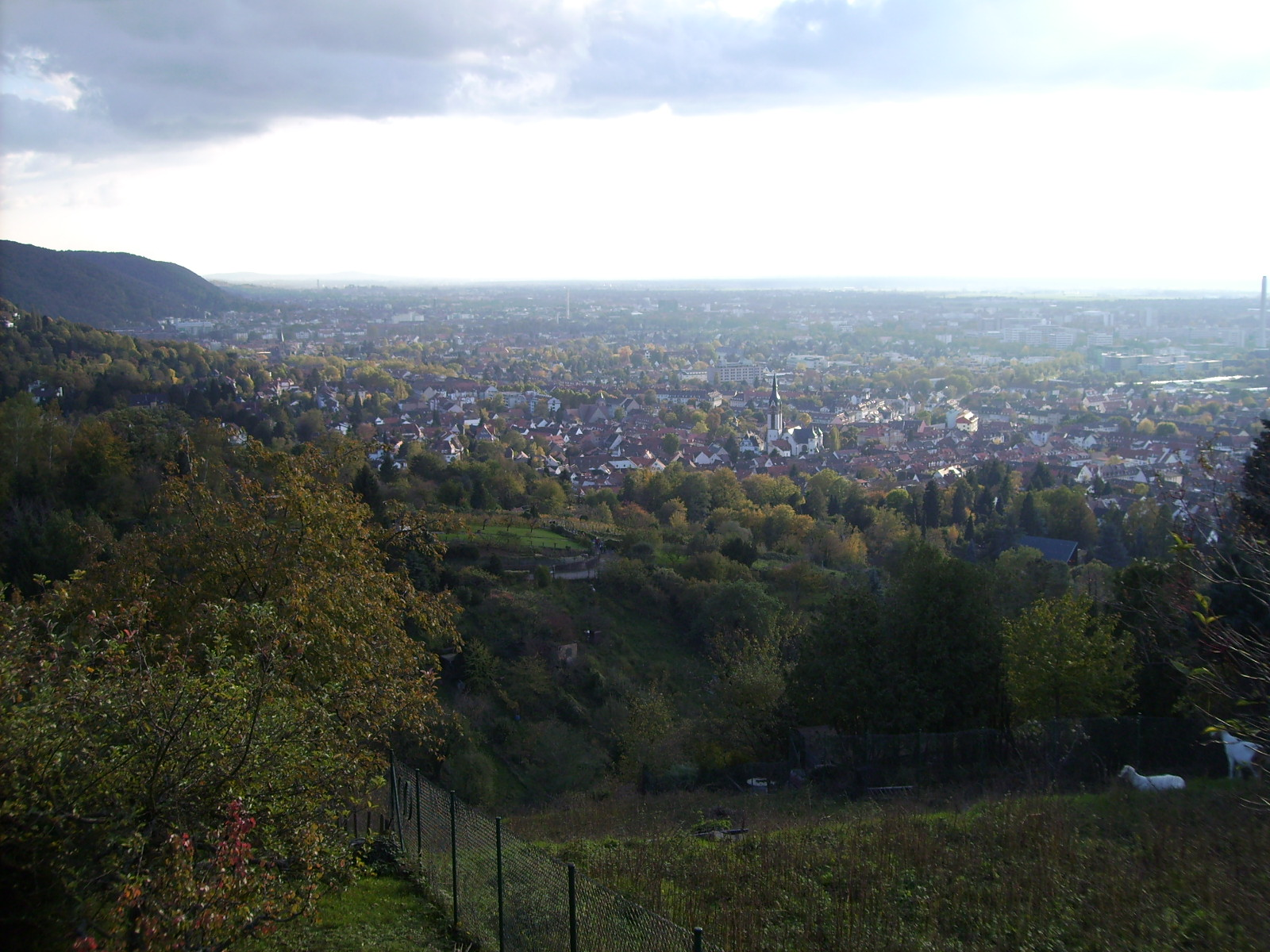
Blick auf Handschuhsheim

Handschuhsheim (ⓘ, kurpfälzisch: Hendse oder Hendesse [ˈhɛndəsə], ⓘ) ist der bevölkerungsreichste Stadtteil von Heidelberg. Auf einer Fläche von 1.511 Hektar leben hier rund 18.000 Einwohner.
Der Kern des Stadtteils liegt zwischen Tiefburg und Vituskirche, das (innere) Ortsbild ist geprägt von alten Bauernhäusern, verwinkelten Gassen und etlichen Lokalen und Gartenwirtschaften. Eines der ältesten Lokale war lange Zeit das Gasthaus Zum Roten Ochsen in der Mühltalstraße, seit dem 17. Jahrhundert in Betrieb, das allerdings 2016 geschlossen wurde. An den Hängen des Heiligenbergs befinden sich einige Villen aus der Zeit um 1900.

## Lage
Handschuhsheim liegt im Norden der Stadt Heidelberg, am Ausgang des Siebenmühlentals zwischen Hohem Nistler und Heiligenberg am Mühlbach, der hier in die Rheinebene eintritt, um später unter dem Namen Rombach in den Kanzelbach und mit diesem in den Neckar zu münden. Der Weg entlang der Bergstraße am Fuß des Auerstein im Norden der Stadt ist ein wichtiger, alter Handelsweg. Handschuhsheim grenzt im Norden an die Gemeinde Dossenheim, im Westen an den Neckar, im Osten an den Stadtteil Ziegelhausen und im Süden an den Heidelberger Stadtteil Neuenheim, Stadtteilgrenze ist hier die Straßenmitte der Blumenthalstraße. 53 % der Fläche sind Wald, 26 % werden landwirtschaftlich genutzt.
Auf dem Gebiet des heutigen Handschuhsheim am Höllenbach befand sich im Mittelalter das Dorf Hillenbach, das im Lorscher Codex im Jahr 767 erstmals erwähnt wird und wohl um 1300 zur Wüstung wurde. Seit 1994 erinnert ein Gedenkstein an den Ort.

## Geschichte

### Vorgeschichte
Im Gebiet von Handschuhsheim lebten nachweislich seit dem dritten vorchristlichen Jahrtausend Menschen. Etwa ab 500 v. Chr. siedelten Kelten in der Gegend; auf dem Heiligenberg haben sich Reste eines doppelten keltischen Ringwalls aus dem 4. Jahrhundert v. Chr. erhalten. Wahrscheinlich sind schon früher Menschen auf den Heiligenberg gestiegen, um dort ihre Gottheiten zu verehren. Um das Jahr 100 v. Chr. mussten die Kelten dem Andrang germanischer Scharen weichen: Die Sueben, die aus dem mittleren Norddeutschland kamen und große Teile Süddeutschlands besiedelten, wurden auch in der Neckargegend ansässig – wenn auch ein nicht unbeträchtlicher Rest von Kelten wohnen blieb.

### Römerzeit
Kurz nach Beginn unserer Zeitrechnung setzten die Römer von Gallien aus über den Rhein und wurden bald die Herren der Gegend. Das eroberte Land – das heutige Gebiet fast ganz Badens mit Teilen von Oberhessen, Württemberg und Bayern – wurde gegen das freie Germanien durch den Limes abgeriegelt. In der Handschuhsheimer Gemarkung sind jedoch nur verhältnismäßig wenig Spuren der Römerzeit zu finden. Im Gewann Entensee lag vermutlich ein römischer Gutshof. Auch unmittelbar südlich der Kirche sind römische Siedlungsspuren gefunden worden. Auf dem Heiligenberg weisen verschiedene Funde darauf hin, dass der Berg auch zu römischer Zeit eine Kultstätte blieb. Die Römer errichteten hier kleine Tempelanlagen, die vor allem dem Mercurius geweiht waren.

### Fränkische Besiedlung
Im dritten Jahrhundert begann die Macht der Römer unter dem Ansturm der Germanen zu wanken. Das rechtsrheinische Hinterland des Limes wurde in den Jahren um 260 n. Chr. aufgegeben (Limesfall). Die Alemannen übernahmen in den folgenden Jahrzehnten das Gebiet, bis der Frankenkönig Chlodwig I. 496 ihrem Siegeszug nach Westen, der zur Eroberung der Rheinpfalz und des Elsass geführt hatte, ein Ende machte und ihr Gebiet dem fränkischen Reich einverleibte – der Vormarsch des Christentums begann. Als Handschuhsheim in der zweiten Hälfte des 8. Jahrhunderts erstmals urkundlich erwähnt wurde, waren seine Bewohner längst für das Christentum gewonnen, mochte dieses auch kaum mehr als eine dünne Haut über alten heidnischen Vorstellungen gewesen sein.
Als Hantscuhesheim wird der Ort erstmals 765 im Lorscher Codex erwähnt, war also damals im Besitz des Klosters Lorsch, welches den Ort später der Schauenburg oberhalb Dossenheims zuordnete. Es ist wahrscheinlich, dass der Ort damals schon einige Jahrhunderte bestand, die Endung -heim jedoch weist auf eine fränkische Gründung hin. Der Ort ist wohl nach einem Gutsbesitzer im Frühmittelalter namens Ansco (aus „Ansgar“ oder „Hansco“?) benannt, woraus dann im Lauf der Jahre „Handschuh“ wurde. Das Wappen von Handschuhsheim zeigt jedenfalls tatsächlich in Blau einen silbernen, rot gefütterten Handschuh. 774 wird im Gebiet des Ortes eine Kapelle erwähnt, die dem in Lorsch besonders verehrten Heiligen Nazarius geweiht war.

### Besitzübergang an die Kurpfalz

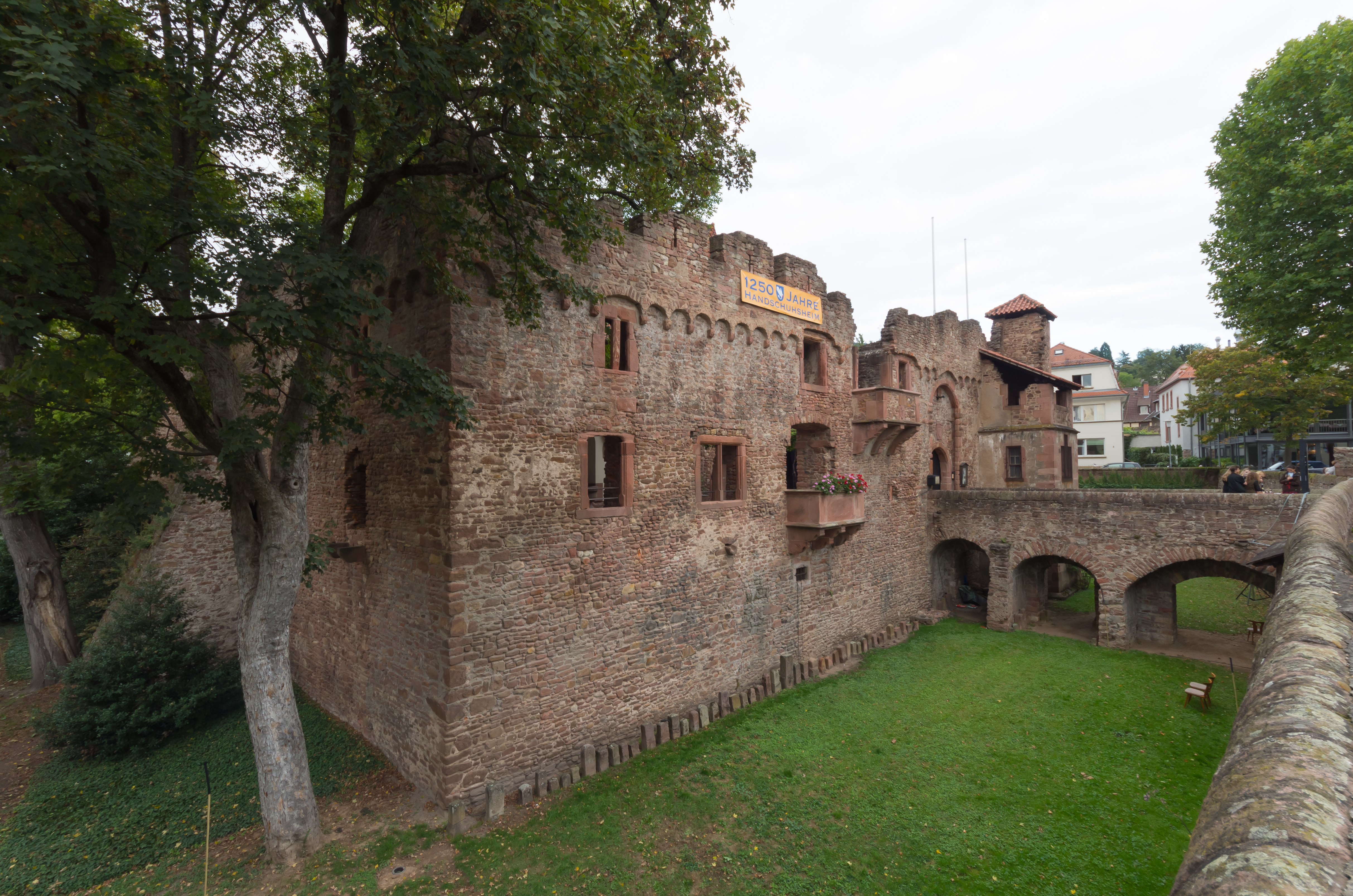
Haupteingang zur Tiefburg

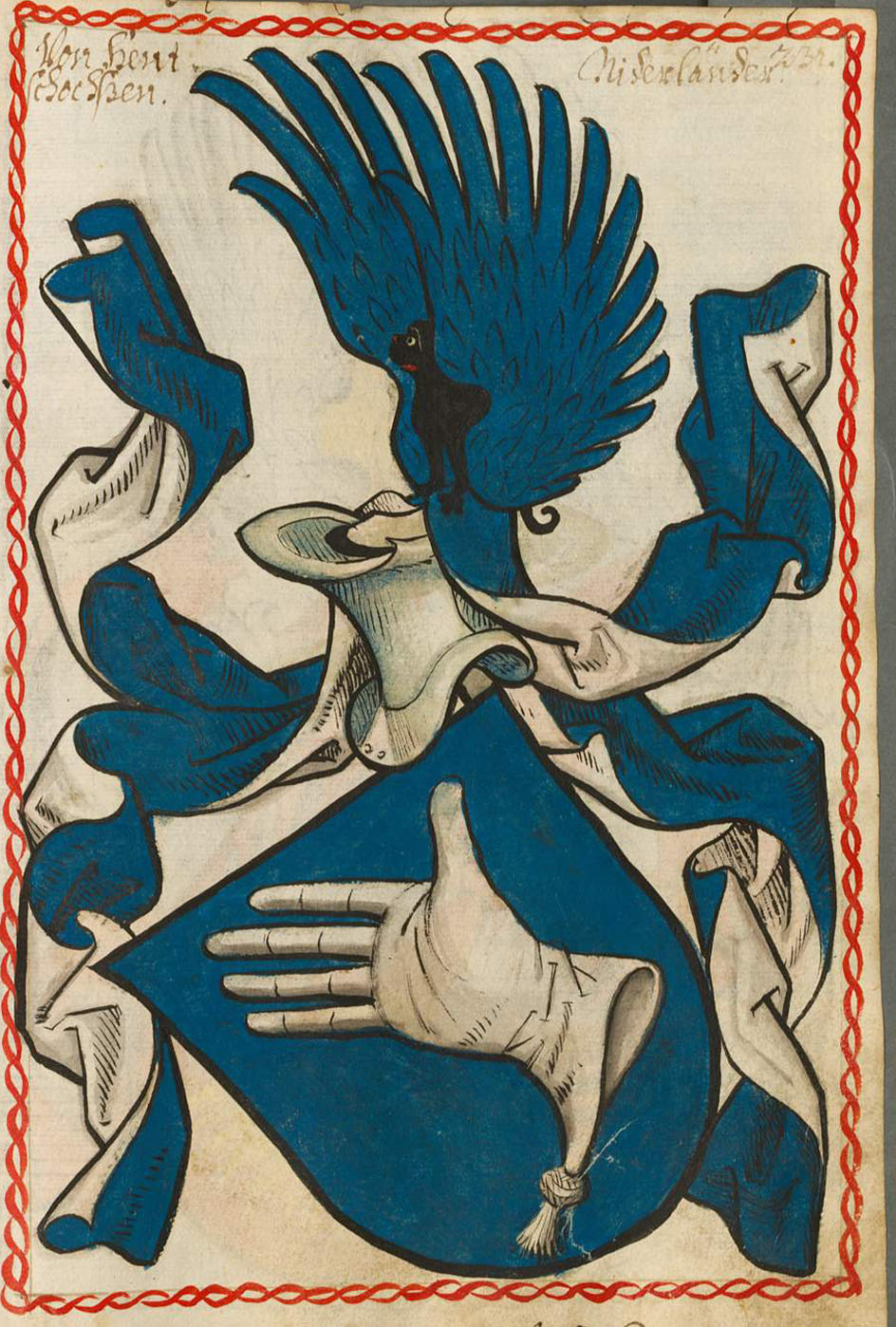
Wappen der Herren von Handschuhsheim nach dem Scheibler’schen Wappenbuch

Mit Lorsch und dem Amt Schauenburg gelangte Handschuhsheim im 13. Jahrhundert an Kurmainz. Um 1400 erhielt Handschuhsheim die Marktgerechtigkeit. 1460 besetzte Kurfürst Friedrich I. Handschuhsheim und Dossenheim. 1461 wurden die Kurmainzer Besitztümer an die Kurpfalz verpfändet. Handschuhsheim blieb als Pfand bei der Kurpfalz. Nachdem 1653 der Mainzer Erzbischof auf seine Rechte verzichtete, wurden die Pfälzer Kurfürsten auch formell mit dem Ort belehnt.
Während der Ort unter der Herrschaft von Lorsch, später Kurmainz und ab 1460 der Kurpfalz stand, bewirtschaftete in der Tiefburg das Ministerialen-Geschlecht der Herren von Handschuhsheim, das 1600 ausstarb, ein Lehnsgut. Im gleichen Besitz war ein benachbartes Hofgut, während das ebenfalls benachbarte Schlösschen auf einen Herrensitz der Familie Knebel zurückgeht, aber in der Neuzeit häufig den Besitzer wechselte. Die Tiefburg und das Herrenhaus kamen 1624 an die Herren von Helmstatt.

### Kriege des 17. und 18. Jahrhunderts
Zu Beginn des Dreißigjährigen Krieges diente der Ort dem kaiserlichen General Tilly als Hauptquartier für die Eroberung Heidelbergs. Generell hatte der Ort unter den Kriegen des 17. Jahrhunderts stark zu leiden. Was den Dreißigjährigen Krieg überdauert hatte, nahm bei einem Franzoseneinfall 1674 Schaden. Im Pfälzischen Erbfolgekrieg wurde Handschuhsheim 1689 weitere drei Mal bis auf wenige Gebäude niedergebrannt.
Im frühen 18. Jahrhundert erholte sich Handschuhsheim von den großen Kriegsschäden. Zuwanderer aus der Schweiz ließen sich im Ort nieder, woher die Bezeichnung Schweizer Gass für die Handschuhsheimer Landstraße rührt. Georg Adam von Helmstatt errichtete 1700 unweit der Burg an der Stelle des verfallenen Herrenhofs der Herren von Handschuhsheim ein freiadliges Gut, auch das Schlösschen wurde wiederaufgebaut. Georg Adams Söhne Damian Hugo und Johann Ferdinand Joseph von Helmstatt haben ihren Besitzmittelpunkt zwar nach Hochhausen verlegt, die Tiefburg und das Freiadlige Gut blieben dennoch bis ins 20. Jahrhundert im Besitz der Familie.
Im Verlauf des 18. Jahrhunderts war der Ort von weiteren kriegerischen Handlungen betroffen. Im Siebenjährigen Krieg waren Franzosen im Ort einquartiert und es kam zu Plünderungen. In den Revolutionskriegen gegen Ende des Jahrhunderts standen sich im Jahr 1795 auf der Gemarkung von Handschuhsheim österreichische und französische Truppen in einer Schlacht gegenüber. Bei einem der letzten französischen Vorstöße auf Heidelberg 1799 wurde Handschuhsheim erneut geplündert.
Bei der den napoleonischen Kriegen folgenden Neuordnung des deutschen Südwestens kam Handschuhsheim 1803 an Baden.

### Aufschwung von Garten- und Obstbau

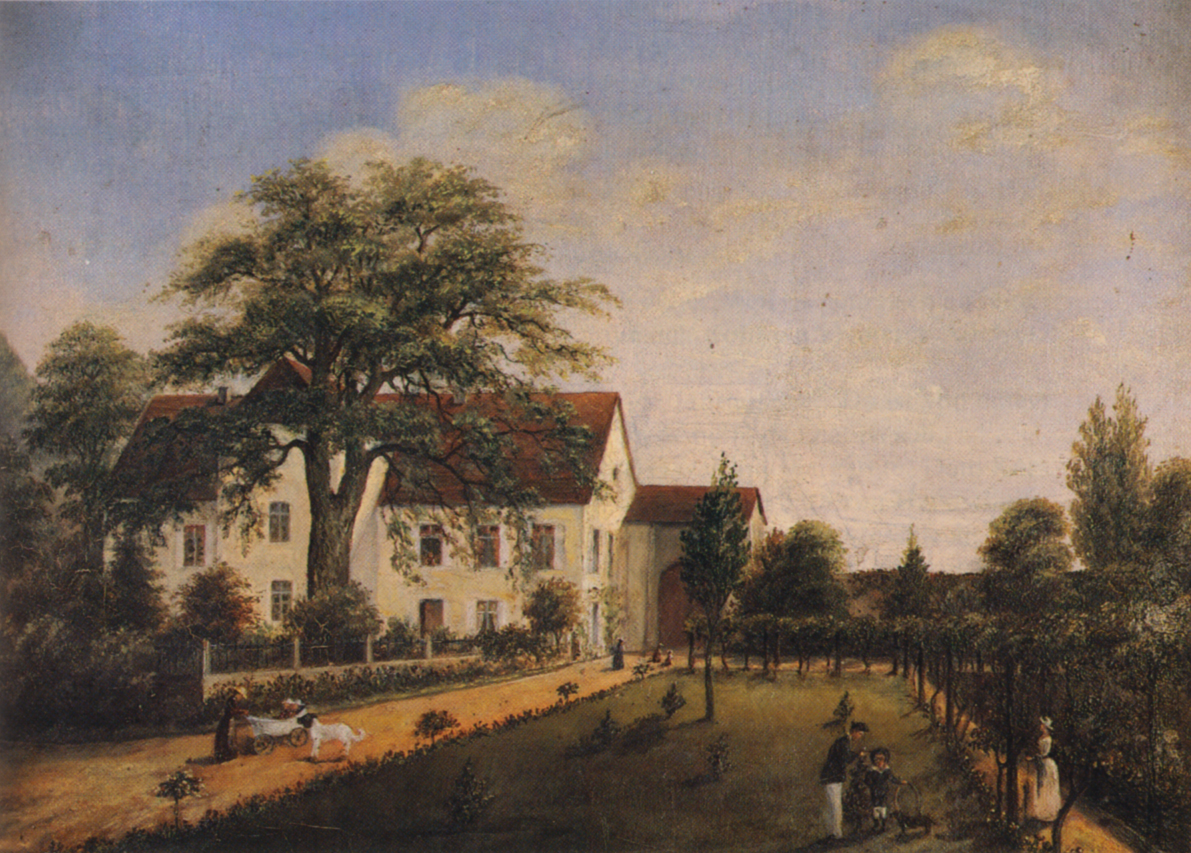
Das Freiadlige Gut in Handschuhsheim um 1870, Gemälde von Maximilian von Helmstatt

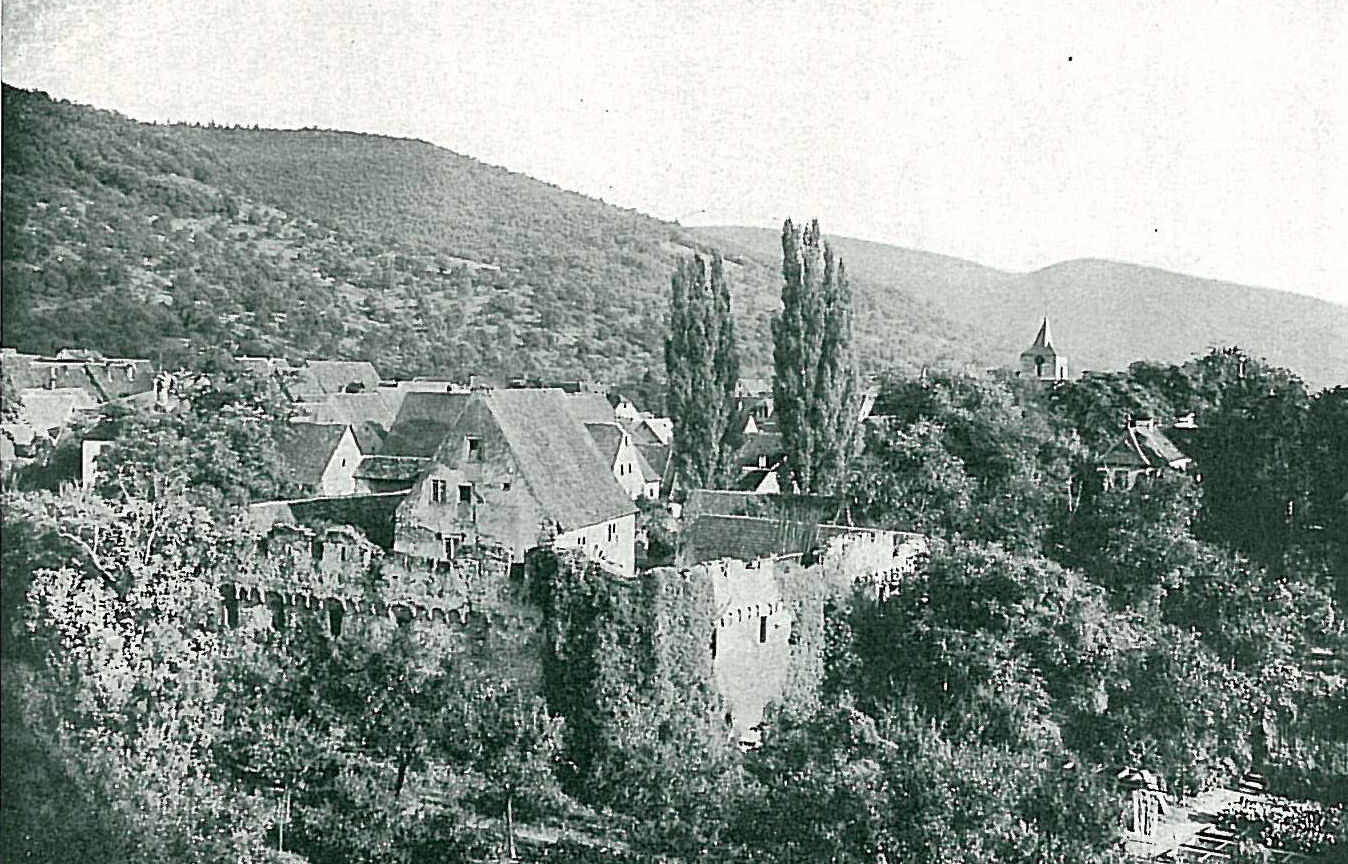
Handschuhsheim mit der Tiefburg-Ruine um 1900

Der rein landwirtschaftlich geprägte Ort erlebte durch die landwirtschaftlichen Erkenntnisse von Stephan Gugenmus (1740–1778) einen ersten Aufschwung. Gugenmus reformierte die Landwirtschaft und führte den Gartenbau ein. In den Hungerjahren des frühen 19. Jahrhunderts hatte die Bevölkerung damit freilich noch kein Auskommen, so dass es bis nach der Revolution von 1848/49 zu einer großen Auswanderungswelle kam. Der Gärtner Karl Friedrich Bechtel entwickelte den Gartenbau in Handschuhsheim in der zweiten Hälfte des 19. Jahrhunderts schließlich erfolgreich weiter. Während die Landwirtschaft und der Weinbau zurückgingen, entwickelte sich der Ort zu einem wohlhabenden Zentrum des Garten- und Obstbaus. Insbesondere wurden Erdbeeren und Kirschen sowie verschiedene Gewächshauspflanzen angebaut.

### Eingemeindung nach Heidelberg
Im späten 19. Jahrhundert mehrten sich die Stimmen, die eine Eingemeindung des Ortes nach Heidelberg forderten. 1898 richteten 313 Handschuhsheimer Bürger ein entsprechendes Gesuch an das Großherzogliche Bezirksamt. Im Jahr 1900 lehnte der Bürgerausschuss eine Eingemeindung noch mehrheitlich ab, durch Nachverhandlungen fand das Ansinnen dann 1901 eine breite Zustimmung. Die Eingemeindung wurde zum 1. Januar 1903 vollzogen.
Der Anschluss nach Heidelberg brachte vor allem eine Erneuerung der Infrastruktur. So erhielt Handschuhsheim schon 1903 Gas aus dem Heidelberger Gasrohrnetz, 1908 bekam der Ort eine neue Kanalisation. 1904 erhielt Handschuhsheim außerdem einen Anschluss an die Straßenbahn, bisher verkehrte nach Heidelberg nur die Oberrheinische Eisenbahn, die am damaligen Ortsrand einen Bahnhof besaß.

### Stadtteil von Heidelberg

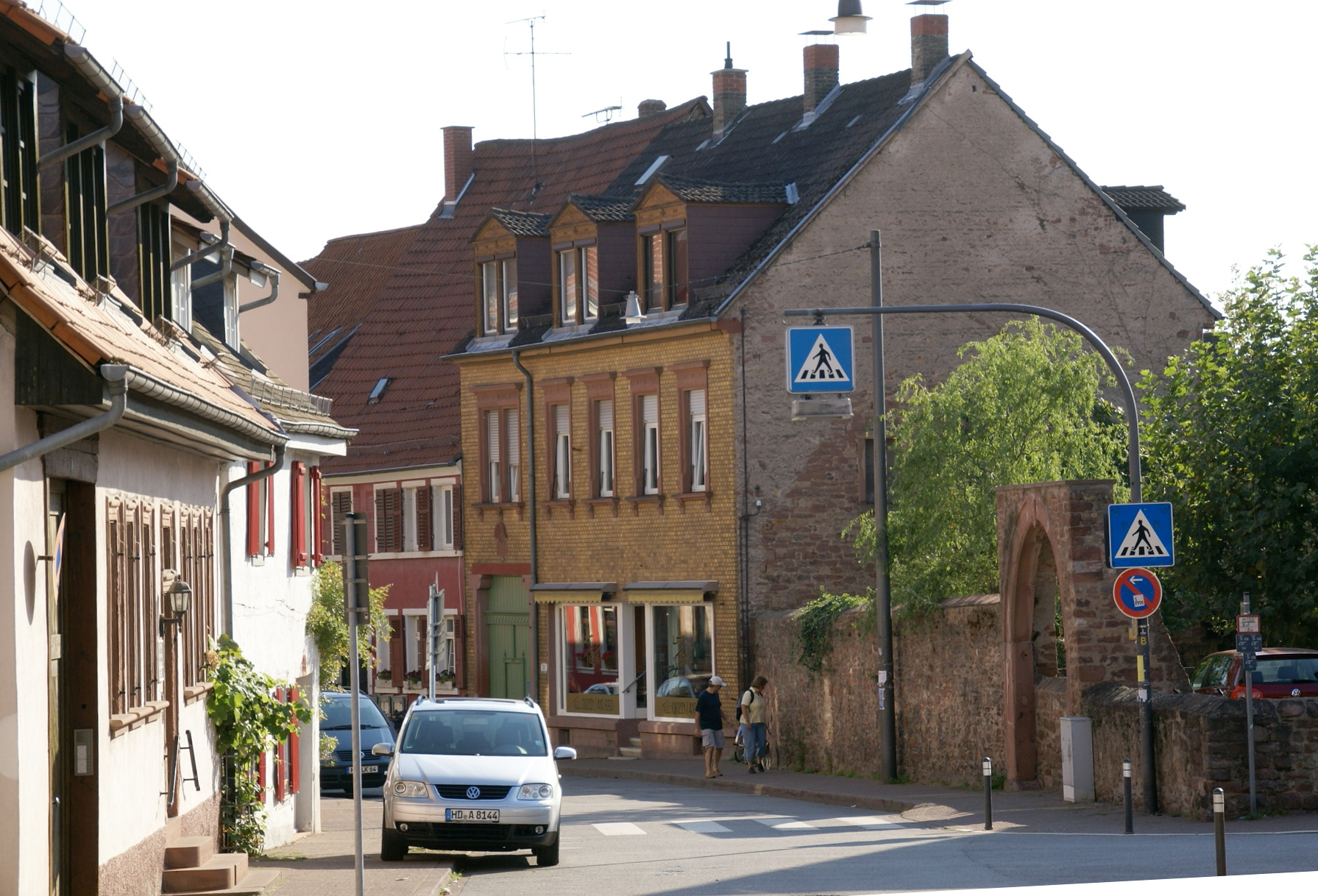
Mühltalstraße

Seit der Eingemeindung 1903 teilt Handschuhsheim die wirtschaftliche und politische Geschichte Heidelbergs. In den 1920er und 1930er Jahren wurden, unterbrochen von Krisenzeiten, größere Bauprojekte getätigt, darunter der Bau des großen Wohnkomplexes auf dem Areal des einstigen Atzelhofes von 1921 bis 1927 und der Bau der Gartengroßmarkthalle 1930. Die Stadt erwarb außerdem 1919 das Schlösschen und richtete darin eine Jugendherberge ein.
Den Zweiten Weltkrieg hat der Ort unbeschadet überstanden. Mit dem Erwerb der Tiefburg von der Familie von Helmstatt kam die Stadt Heidelberg 1950 in den Besitz eines der bedeutendsten Anwesen des Ortes. Ab jener Zeit dehnte sich der Ort durch den Bau von Gewerbegebieten, Wohnanlagen und universitären Einrichtungen nach allen Richtungen aus. Zu den bedeutendsten Neubauprojekten zählten die weitläufigen medizinischen Einrichtungen im Neuenheimer und Handschuhsheimer Feld, das Schwimmleistungszentrum der Universität und das 1972 erbaute Fernheizkraftwerk Heidelberg-Nord am Klausenpfad, das das Universitätsgelände mit Fernwärme versorgt. In den späten 1970er Jahren kamen die Wohn- und Gewerbegebiete Langgewann, Andreas-Hofer-Weg und Weiher hinzu, in den 1980er Jahren der Technologiepark beim Blockheizkraftwerk. Ende 1984 hatte Handschuhsheim über 16.000 Einwohner.
Im Rahmen der Heidelberger Städtepartnerschaft mit der ukrainischen Stadt Simferopol pflegt der Stadtteil die Freundschaft mit dem dortigen Kiewski Rajon.

## Sehenswürdigkeiten
Katholische Pfarrkirche St. Vitus und St. Georg

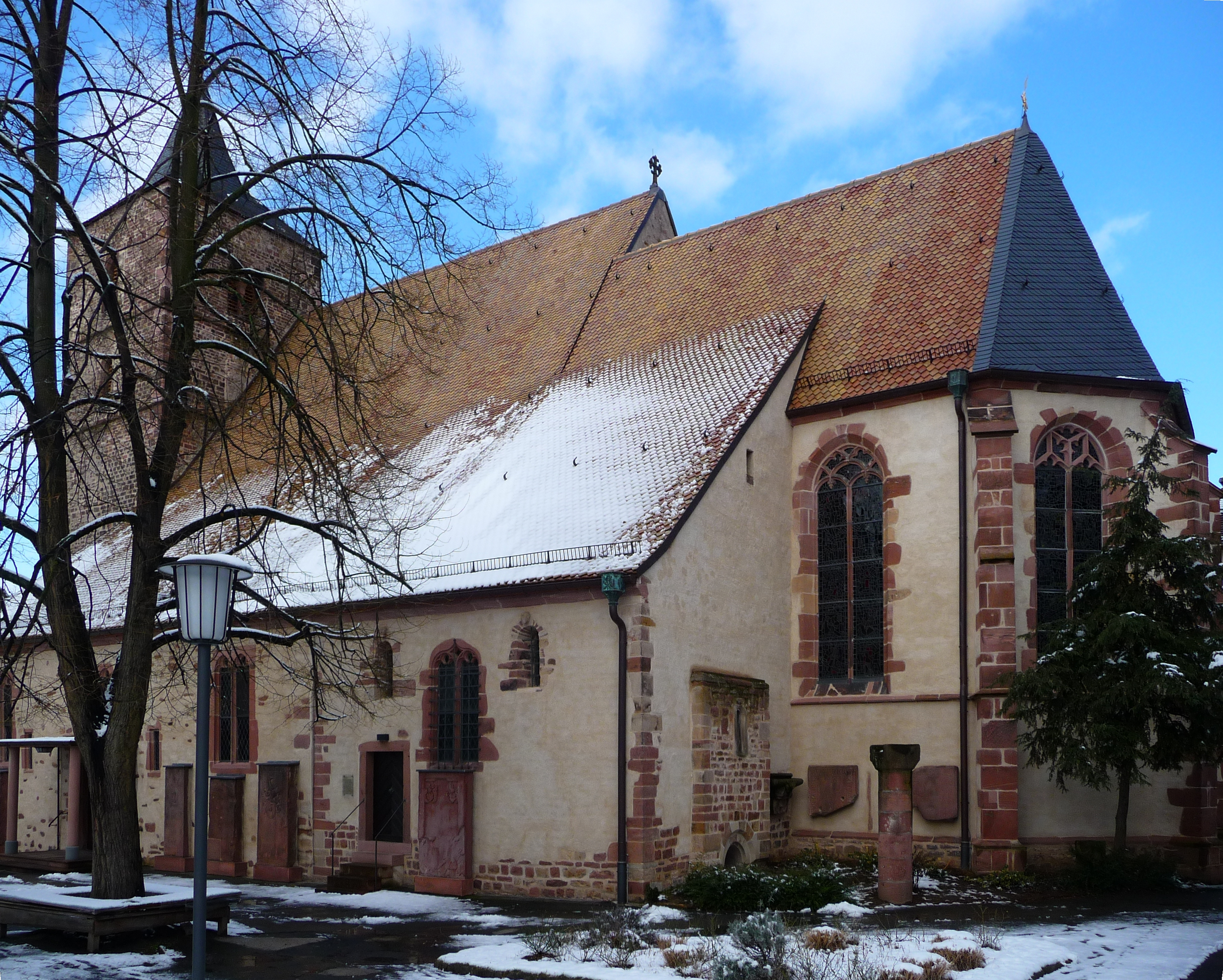
St. Vitus und St. Georg

Die Vituskirche ist die älteste Kirche Heidelbergs. Neben Mauerresten aus karolingischer Zeit stammen die ältesten erhaltenen Teile, darunter der Triumphbogen, von einem frühromanischen Bau, der 1053–1057 neu errichtet wurde. Um 1200 wurde das Langhaus zur dreischiffigen Basilika erweitert, weitere Umbauten (gotischer Chor) erfolgten 1483, und 1933/34, wobei die Kirche nach Norden orientiert und durch einen Anbau entschieden vergrößert wurde. 1650 wurde die Kirche Simultankirche. Bis 1905 teilten sich Katholiken und Protestanten den Raum. 1911 und 1961 wurden in der Kirche Wandmalereien freigelegt: ein Freskenzyklus mit dem Leben Christi aus dem Jahr 1400 und die Abbildungen mehrerer Heiliger aus der ersten Hälfte des 15. Jahrhunderts. Die Kirche wurde von 1960 bis 1972 grundlegend renoviert. 1964 wurden dem Chor sieben neue Glasfenster von Valentin Feuerstein hinzugefügt. Von Bedeutung sind außerdem einige Grabmäler aus dem 15./16. Jahrhundert, darunter das Doppelgrabmal von Dieter und Margarethe von Handschuhsheim († 1483/87) und das Renaissance-Grabmal des Heinrich von Handschuhsheim und seiner Gemahlin Amale Beusser von Ingelheim († 1588/1622). Grabsteine aus dem Fußboden befinden sich heute außen an der Südwand der Kirche.
Tiefburg

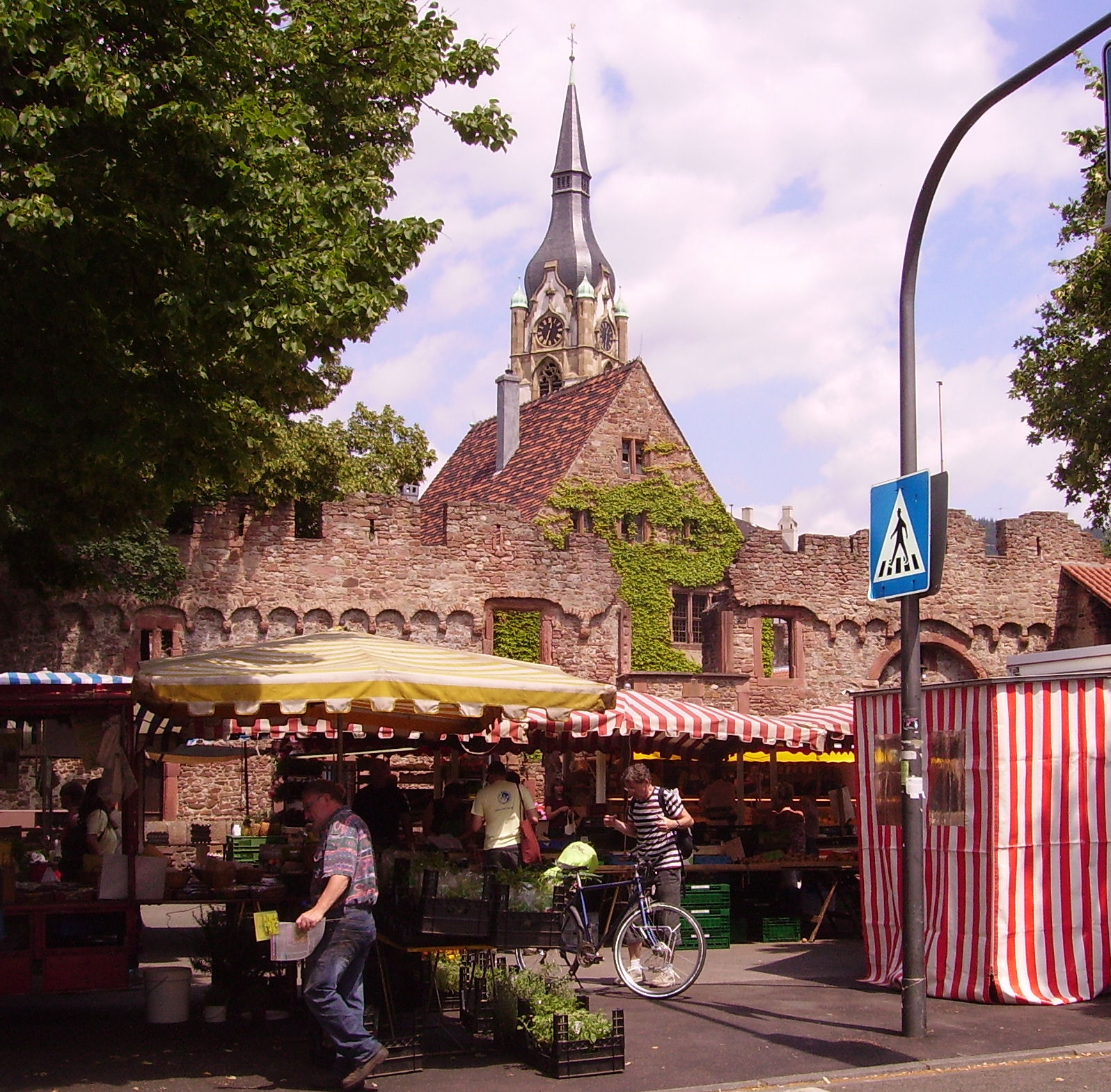
Markt vor der Tiefburg, im Hintergrund der Turm der Friedenskirche

Die Handschuhsheimer Tiefburg ist die einzige Wasserburg an der Bergstraße. Sie umfasste ein weitaus größeres Gebiet (ca. 5 ha), als die heute noch sichtbare Wohnburg vermuten lässt. Sie wurde im Dreißigjährigen Krieg schwer beschädigt und im Januar 1689 im Pfälzischen Erbfolgekrieg endgültig zerstört. 1911–1913 wurde die Tiefburg durch den Besitzer, Raban Graf von Helmstatt renoviert und das Wohngebäude wieder nutzbar gemacht. Bleickard von Helmstatt (1871–1952) hat die Burg 1950 an die Stadt Heidelberg verkauft. Die Wohnburg ist von einem neuzeitlichen Graben umgeben, seit ihrer Übereignung an die Stadt Heidelberg wird sie vom Handschuhsheimer Stadtteilverein genutzt, zahlreiche örtliche Feste finden in ihrem Hof statt. Die Tiefburg steht im Mittelpunkt des historischen Romans von Walter Laufenberg „Ritter, Tod und Teufel“, der 1992 bei Langen Müller in München erschienen ist.
Helmstätter Herrenhaus

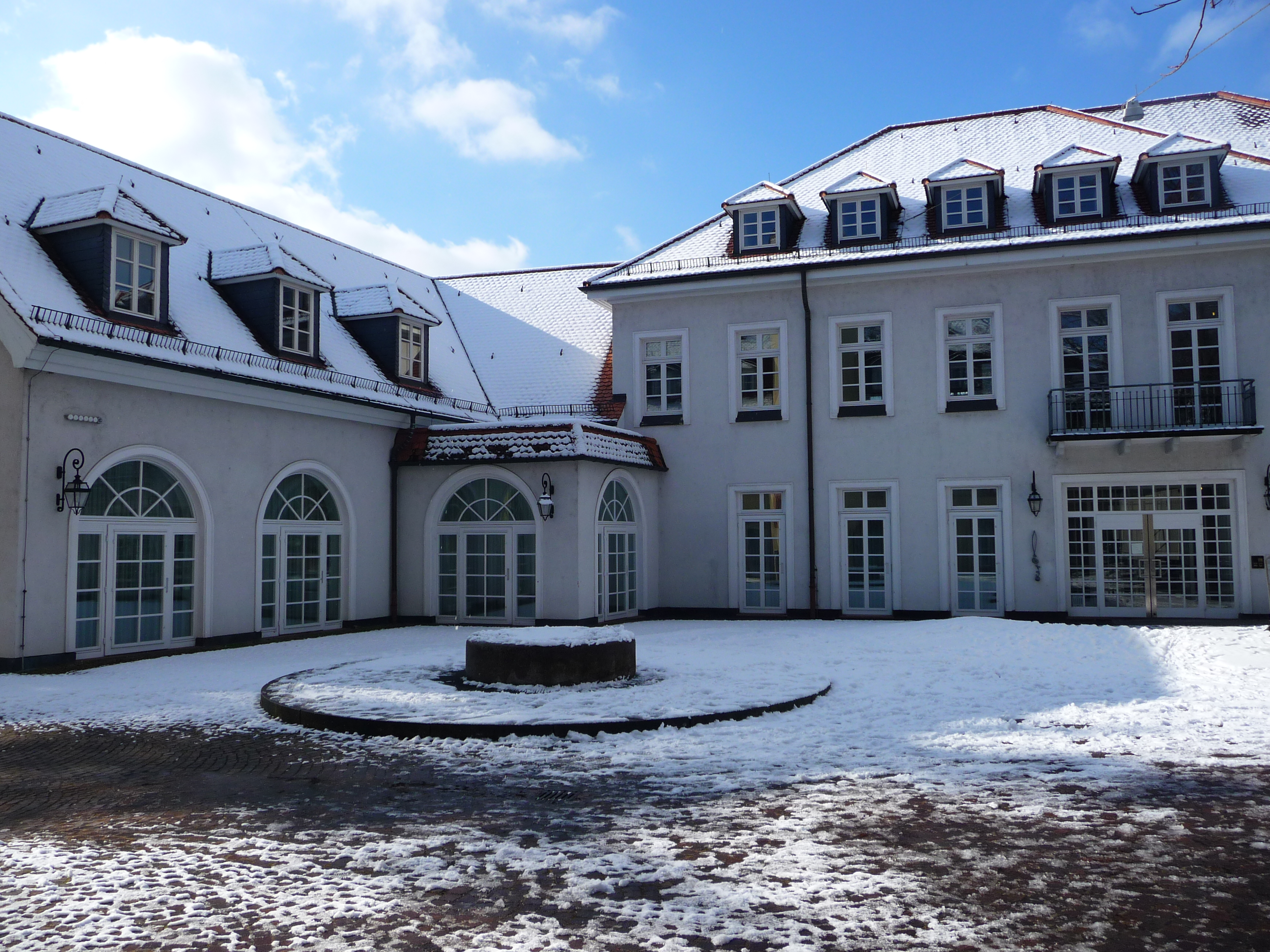
Die Orangerie des Schlösschens (links) dient heute als Carl-Rottmann-Saal

Das Helmstätter Herrenhaus beim Schloss wurde um 1700 von Georg Adam Christoph von Helmstatt (1676–1714) an der Stelle eines älteren Gutshofs als Freiadliges Gut zum Ersatz der zerstörten Burg errichtet. Zu den letzten adligen Bewohnern zählte Viktor von Helmstatt (1851–1935), der nach dem Tod seiner Mutter 1905 nach Neckarbischofsheim zog und das Gut von einem Verwalter bewirtschaften ließ. Später bewohnte sein Neffe Bleickard von Helmstatt (1871–1952) nochmals zeitweise bis 1930 das Anwesen. Nach dem Tode des Onkels veräußerte er sukzessive den Handschuhsheimer Besitz. Das Anwesen beherbergt heute ein Restaurant.

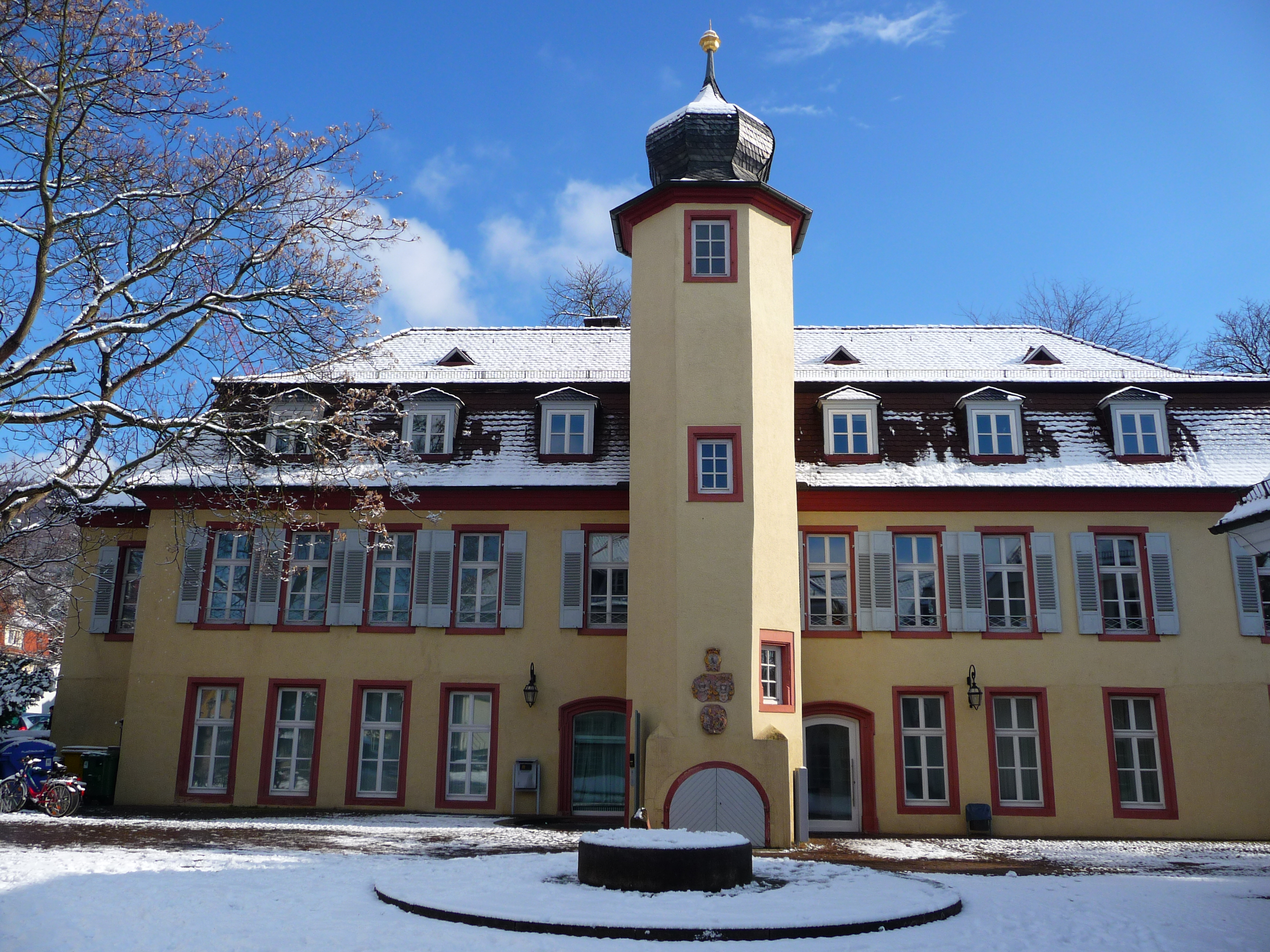
Schlösschen
Das Handschuhsheimer Schlösschen geht auf den spätmittelalterlichen Knebelhof zurück. Bis auf den Treppenturm von 1609 stammt das Gebäude aus dem frühen 18. Jahrhundert. Zu den zahlreichen rasch wechselnden Besitzern zählt der Kolonial-Kaufmann Carl Adolf Uhde, der das Gebäude als Museum für seine in Mittel- und Südamerika erworbenen indianischen Sammlungen nutzt, die später in der Sammlung des Ethnologischen Museums in Berlin-Dahlem aufgingen. Er gestaltete auch den südlich gelegenen Park im Sinne eines kleinen botanischen Gartens. Der Park heißt heute nach dem weiteren früheren Besitzer, dem Engländer John Benjamin Graham. Seit 1919 ist das Schlösschen im Besitz der Stadt und seit 1973 Sitz der Städtischen Musikschule. Die zum Vortragssaal umgebaute Orangerie heißt nach dem hier geborenen Maler der Romantik heute Carl-Rottmann-Saal.
Evangelische Friedenskirche

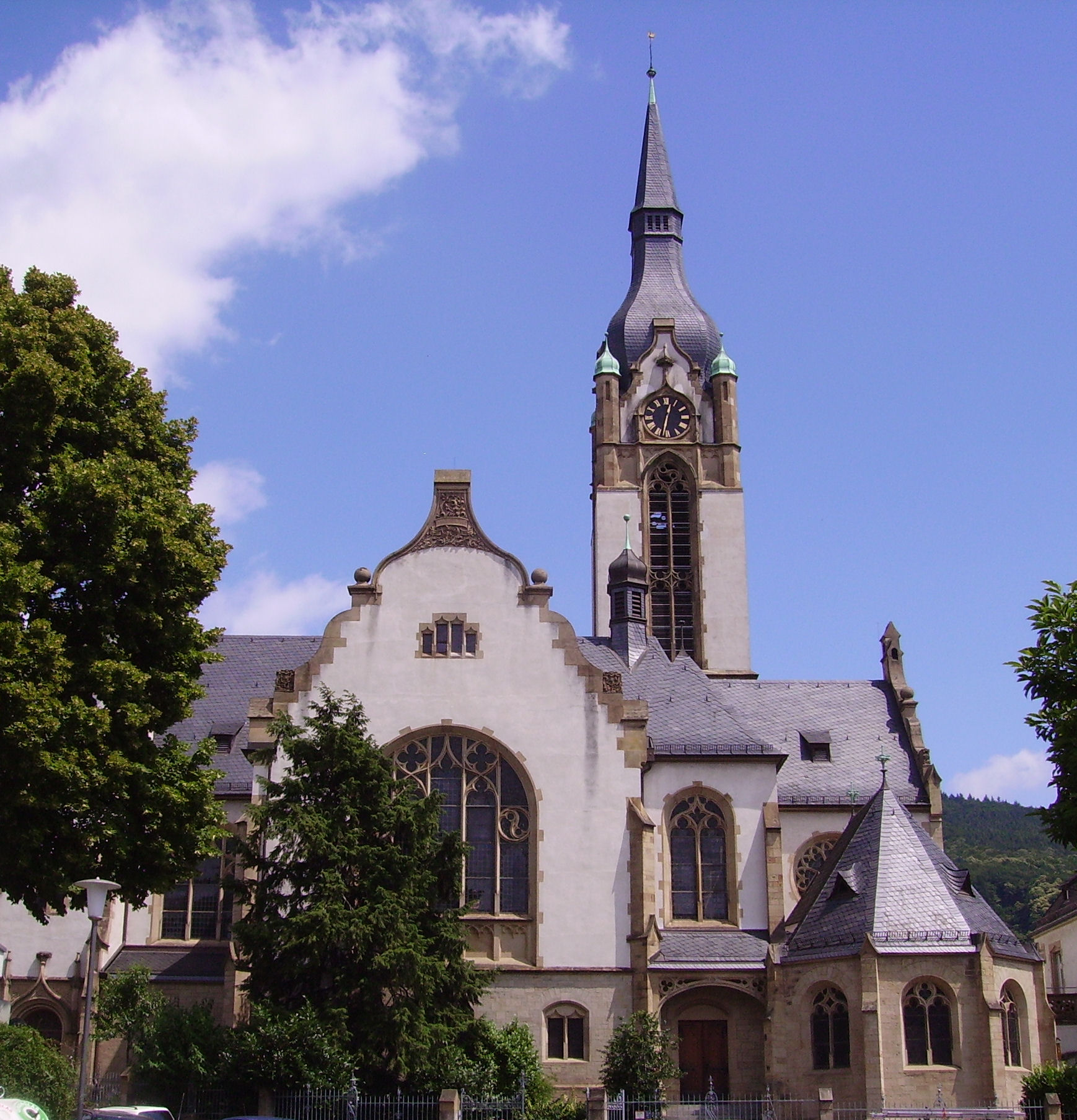
Friedenskirche von Westen

Die Friedenskirche, deren Turm das Ortsbild prägt, wurde unter Leitung des Großherzoglichen Oberbaurates Hermann Behaghel 1908–1910 für die evangelische Gemeinde Handschuhsheims errichtet. Die erste Renovierung erfolgte von 1959 bis 1961. Hierbei wurden Altar, Kanzel und Taufstein, die so genannten Prinzipalstücke erneuert, außerdem eine Walcker-Orgel installiert. Die Friedenskirche besitzt den Grundriss eines griechischen Kreuzes und ist mit ihren vier Emporen und 1.200 Sitzplätzen vom Bautyp her eine Predigtkirche. Neben der Christuskirche in der Weststadt ist sie eines der bedeutendsten Werke des Oberbaurats Behaghel.
Ehemalige Lutherische Kirche
Die Ehemalige Lutherische Kirche in der Oberen Kirchgasse 20 war von 1784 bis 1821 Gotteshaus der Lutherischen Gemeinde des Ortes und ist seit 1870 Wohnhaus. Das Kirchel mit dem auffälligen glockenförmigen Giebel hatte einst ein Vierungstürmchen, in dem sich zwei Glocken befanden.
Rathaus

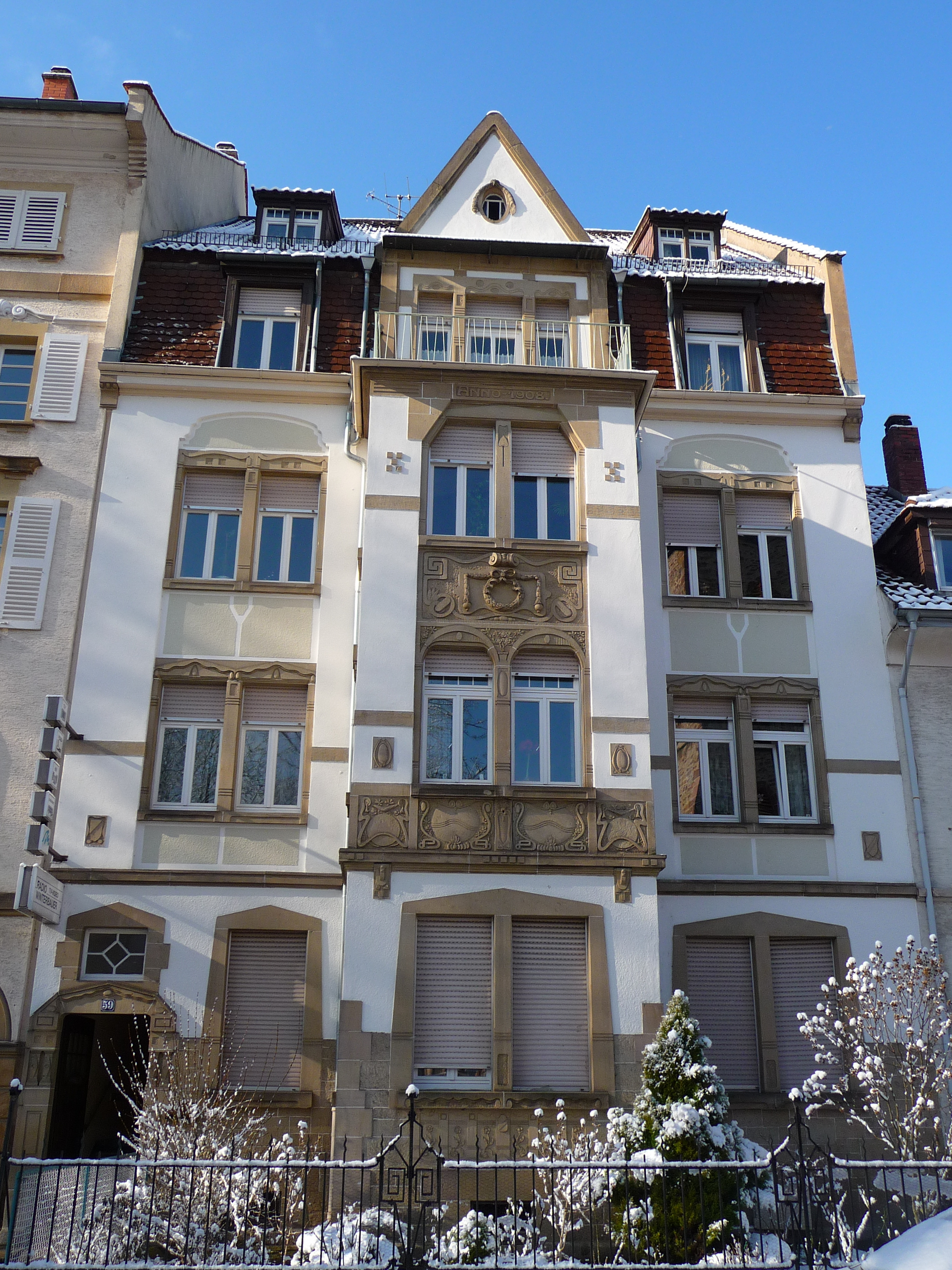
Jugendstil-Wohnhaus aus dem Jahr 1908

Das Rathaus wurde 1877/78 erbaut und hatte diese Funktion bis zur Eingemeindung 1903. Der fünfachsige Bau erinnert an die italienische Palastarchitektur der Renaissance.
Sonstige historische Gebäude
Der Ort ist geprägt von zahlreichen weiteren historischen Gebäuden unterschiedlicher Epochen. Die so genannte Charlottenburg mit ihrem sehr alten steinernen Sockelgeschoss an der äußeren Tiefburg-Ummauerung gehörte wohl ursprünglich noch zum erweiterten Baukomplex der Burg. Das Pollich-Haus in der Dossenheimer Landstraße 9 ist ein denkmalgeschütztes historisches Bauernhaus, das an das einstige landwirtschaftliche Gepräge der Ortsmitte erinnert.
Viele weitere historische Gebäude des Ortes stammen aus Gründerzeit und Jugendstil. In der 1889 erbauten Villa Orotava in der Handschuhsheimer Landstraße 72 fand 1902 ein bedeutendes Treffen der russischen Komponisten Rimski-Korsakow und Strawinsky statt. Die an der Ecke Bergstraße/Hainsbachweg gelegene Villa Krehl wurde 1909 als Wohnsitz des Internisten Ludolf von Krehl erbaut wurde und in der Folgezeit wechselnde Nutzung als Schülerheim Friedrichsstift, Luftwaffen-Versuchsinstitut und Spruchkammergebäude erfuhr. Von 1969 bis 2012 war die Villa deutscher Sitz der Schiller International University, seitdem wird es von anderen Bildungseinrichtungen genutzt.
Heiligenberg

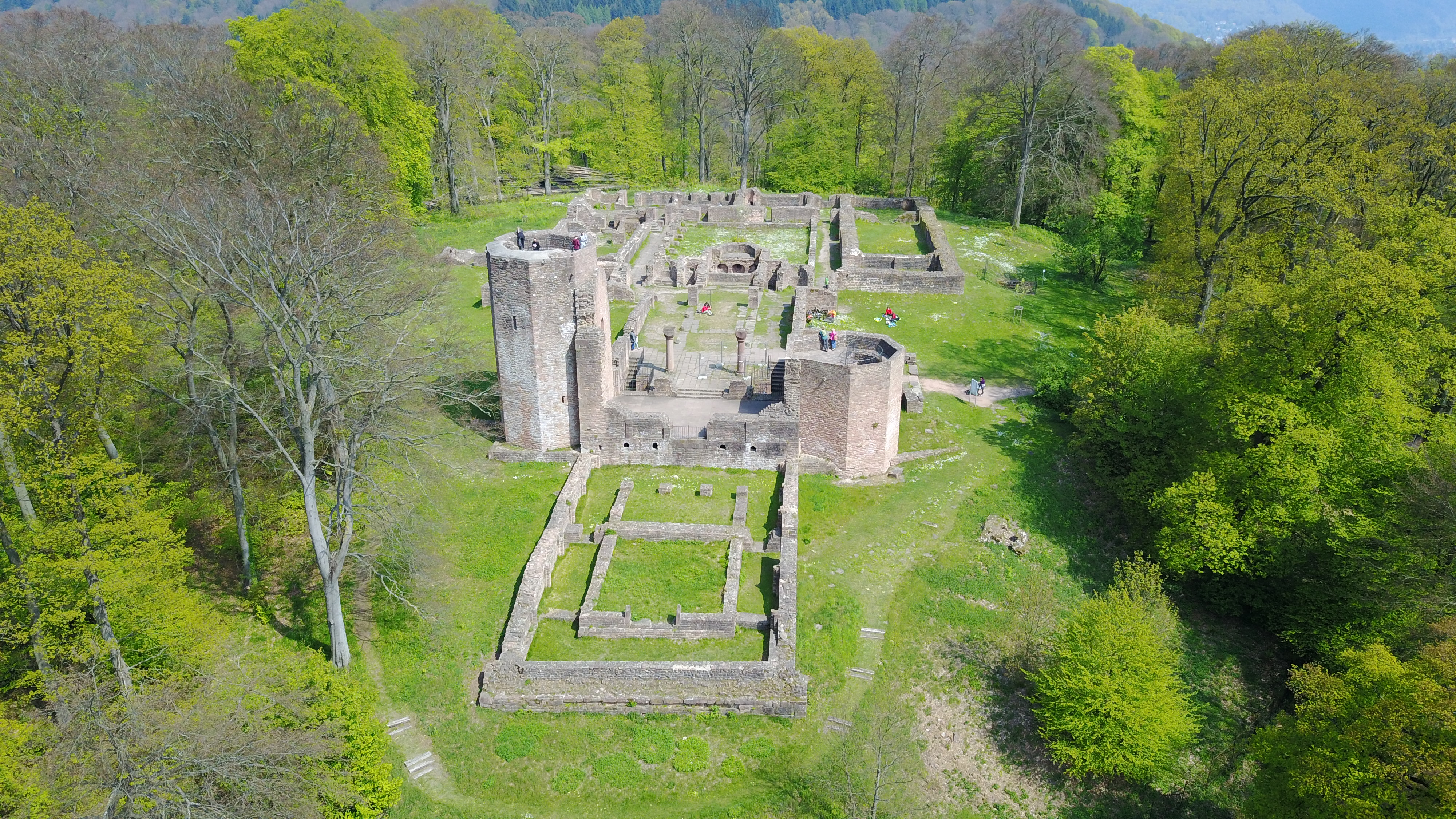
Michaelskloster auf dem Heiligenberg

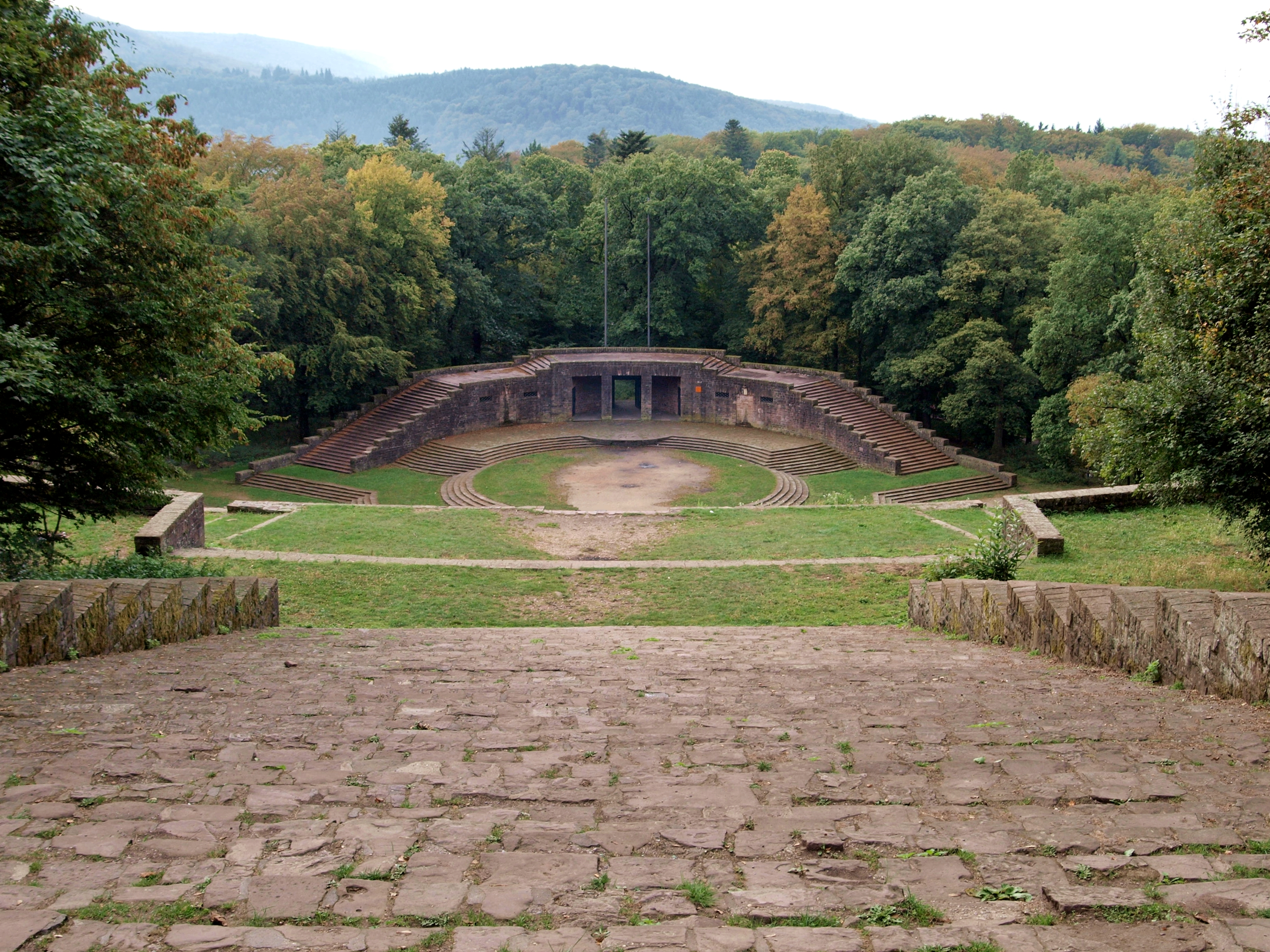
Thingstätte

Der Gipfel des Heiligenbergs (440 m) befindet sich ebenfalls auf dem Territorium Handschuhsheims. Hier steht die Ruine des Michaelsklosters aus dem 11. Jahrhundert, sowie die Freilichtbühne Thingstätte aus der Zeit des Nationalsozialismus. Unterhalb des Michaelsklosters (Einheimische nennen das Ruinengebäude nach der Kirche auch „Michaelsbasilika“) liegt auf Neuenheimer Gebiet das ebenfalls verfallene Stephanskloster, sowie das „Heidenloch“, das etwa 56 Meter tief ist und den Mönchen in vergangener Zeit vermutlich als Zisterne diente.
Siebenmühlental

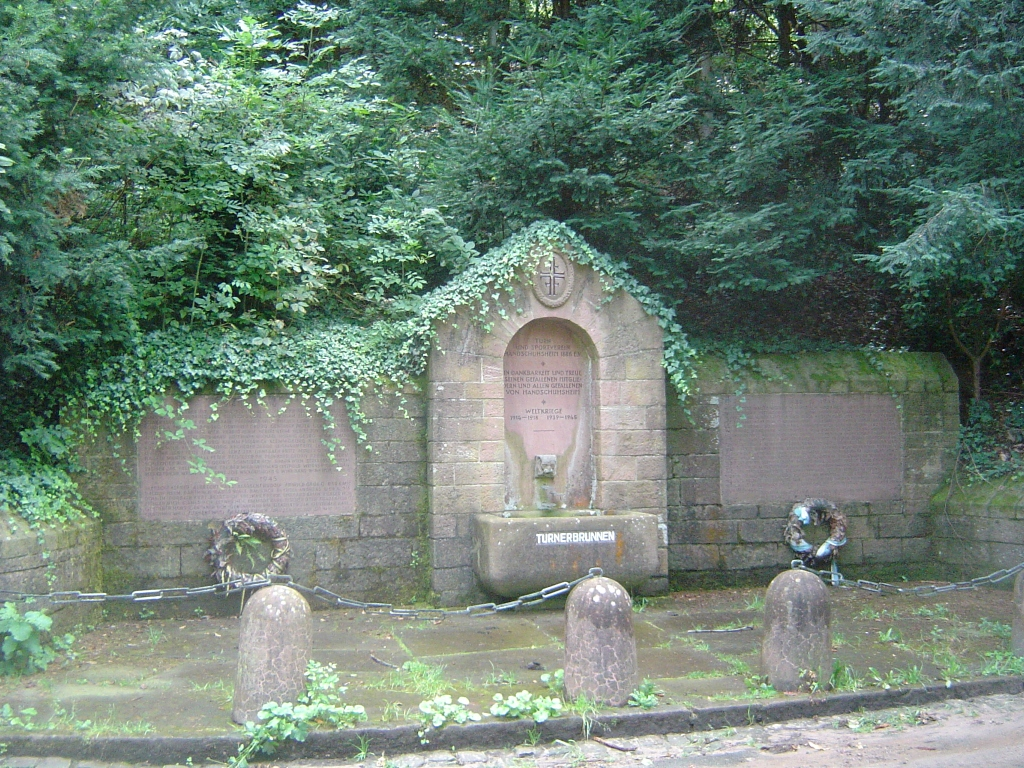
Turnerbrunnen im Siebenmühlental

Die heutige Mühltalstraße, an der die namengebenden Mühlen lagen, zieht sich aus der Ortsmitte nach Osten das Siebenmühlental hinauf und ist bis fast zum Turnerbrunnen am Waldrand bebaut. Die Mühlen liegen alle im Teil der Straße, der parallel zum Mühlbach verläuft, der bis zur Mühltalstr. 120 herab offen fließt und ab dort teilweise verdolt ist, bis er dann auf der Höhe von Nr. 61 ganz im Untergrund verschwindet. Als es noch keine Trinkwasserspeicher gab, trieb der Mühlbach die Handschuhsheimer Mühlen an und sicherte den Müllern ihren Wohlstand. 891 wurde erstmals eine Mühle in Handschuhsheim erwähnt, die dem heiligen Nazarius, dem Schutzheiligen des Klosters Lorsch, mit der Auflage gestiftet wurde, dem Stifter Seelenmessen zu lesen. Im 13. Jahrhundert wurden dem Kloster Schönau zwei Mühlen vermacht, eine im Jahr 1238, die andere 1287. Bis zum Jahre 1755 liefen in Handschuhsheim nur die unteren sechs Mühlen, die heute die Hausnummern 52, 67, 81, 91, 120 und 122 tragen. Von der sechsten Mühle ist heute nichts mehr vorhanden, an ihrer Stelle steht ein Wohnhaus aus den 1970er Jahren. Oberhalb dieser bestanden zeitweilig noch zwei kleine Schleifmühlen, die wahrscheinlich in der siebten Mühle (Mühltalstr. 124) aufgingen.
- Die unterste Mühle, heute Mühltalstraße 52, gehörte ursprünglich dem Kloster Schönau und ist eine der oben erwähnten Schenkungen. 1545 wird berichtet, dass diese Mühle die Verpflichtung übernimmt, die Oblaten und Hostien für die heilige Kommunion zu liefern, eine Verpflichtung, die teilweise auch nach der Reformation bestehen blieb, es musste von da an nur noch das Kommunionsbrot für das Heilige Abendmahl geliefert werden.
- Die zweitunterste Mühle, das heutige Anwesen Mühltalstraße 67, war einst im Besitz der Herren von Handschuhsheim und musste diesen zum Martinstag eine Erbpacht entrichten. Nach dem Tod Amales, der letzten Freifrau von Handschuhsheim, deren Kinder in jungen Jahren ums Leben kamen, kam die Mühle in den Besitz der Helmstätter, ihrer Erben, denen im Jahre 1844 wahrscheinlich der damalige Betreiber Heinrich Eberhard das Obereigentum abkaufte.
- Die drittunterste, Mühltalstraße 81, musste dem Handschuhsheimer Waisenhaus und später der Pflege Schönau Abgaben entrichten. Zur Straßenseite hin ist ein Wappenstein von 1591 eingemauert, den schon Derwein in seinem Handschuhsheim-Buch aus dem Jahr 1933 erwähnt.
- Die viertuntersten, heute Mühltalstraße 91, ist wohl die zweite der oben genannten Schenkungen an die Pflege des Klosters Schönau; sie steht wahrscheinlich auf dem Platz der 891 erstmals erwähnten Mühle.
- Die fünfunterste, Mühltalstraße 120, war eine der beiden Waisenhausmühlen.
- Die sechste, Mühltalstraße 122, war die andere Waisenhausmühle. Sie wurde lange Zeit als „die obriste“ oder „Obermühle“ bezeichnet, also als die höchste am Bach.
- Schon im 17. Jahrhundert aber gab es oberhalb von ihr noch zwei Schleifmühlen, die Heidelberger Waffenschmieden gehörten. Aus einer von diesen entwickelte sich die siebte Mühle, Mühltalstraße 124, welche die letzte der Handschuhsheimer Mühlen ist, die beschrieben wurde.

Nach dem Bau der großen, dampfbetriebenen Mühlen in Mannheim im Zuge der Industrialisierung konnte das Müllerhandwerk nicht mehr konkurrieren, und so wurde eine Mühle nach der anderen stillgelegt.

## Infrastruktur und Verkehr

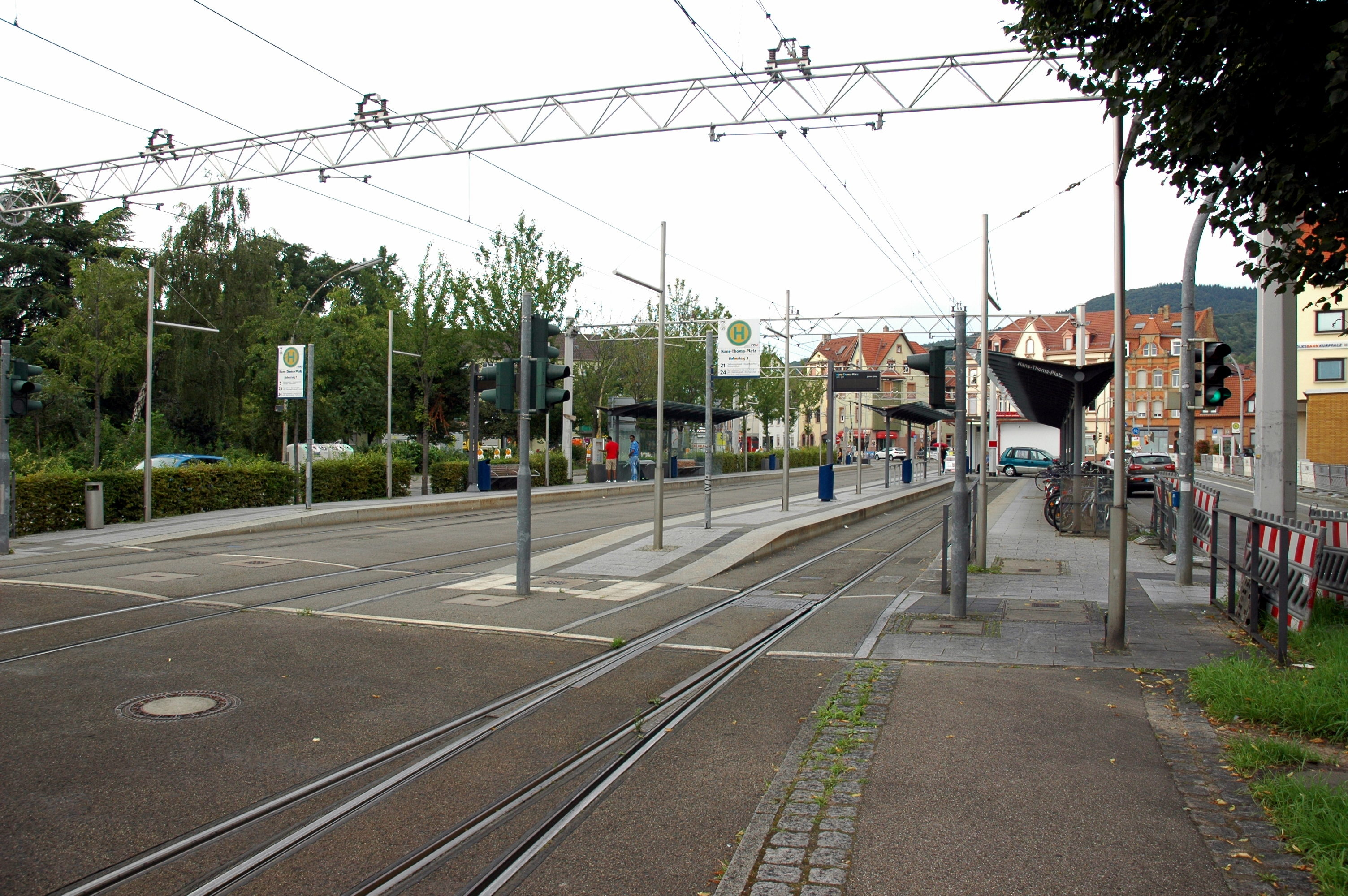
Haltestelle Hans-Thoma-Platz

Handschuhsheim verfügt unter anderem über zwei Grundschulen (Tiefburgschule und Heiligenbergschule), eine evangelische und eine katholische Pfarrgemeinde und zwei Krankenhäuser (Salem und St. Elisabeth). Der Friedhof Handschuhsheim ist der zweitgrößte Friedhof Heidelbergs.
Zu Handschuhsheim zählt auch der nördliche Teil des Neuenheimer Feldes mit dem Neubau der Pädagogischen Hochschule, dem Max-Planck-Institut für ausländisches öffentliches Recht und Völkerrecht, dem Technologiepark und dem Heizkraftwerk Heidelberg.
Handschuhsheim wird von den Straßenbahnlinien 5, 21, 26 und 24 der RNV durchfahren, zentraler Umsteigeknoten ist der ehemalige OEG-Bahnhof am Hans-Thoma-Platz. Von dort erschließt die Buslinie 38 den alten Dorfkern und das Mühltal, zeitweise verkehrt sie bis auf den Heiligenberg.
Mit 16,4 % hat Handschuhsheim nach Pfaffengrund mit 14,4 % den zweitniedrigsten Ausländeranteil unter den Heidelberger Stadtteilen.

## Politik
Der Handschuhsheimer Bezirksbeirat setzt sich wie folgt zusammen:
| Partei/Liste       | 2019 |
| ------------------ | ---- |
| Grüne              | 6    |
| SPD                | 3    |
| CDU                | 3    |
| Die Linke          | 1    |
| GAL                | 1    |
| BL                 | 1    |
| „Die Heidelberger“ | 1    |
| FDP                | 1    |
| AfD                | 1    |

## Persönlichkeiten
- Andreas Krämer (1730–1799), deutscher Orgelbauer und kurpfälzischer Hoforgelmacher, geboren in Handschuhsheim
- Stephan Gugenmus (1740–1778), Reformator der Landwirtschaft, arbeitete ab etwa 1769 in Handschuhsheim
- Johann Michael Rummer (1747–1821), Kunsthandwerker, geboren in Handschuhsheim
- Friedrich Rottmann (1768–1816), Maler, geboren in Handschuhsheim
- Carl Adolf Uhde (1792–1856), Altertums- und Naturaliensammler, lebte in Handschuhsheim
- Eduard Mühling (1795–1859), Pfarrer und Heimatkundler, lebte in Handschuhsheim
- Carl Rottmann (1797–1850), Maler, geboren in Handschuhsheim
- John Benjamin Graham (1813–1876), Minenbesitzer, lebte zeitweilig in Handschuhsheim
- Raban von Helmstatt (1844–1932), restaurierte von 1911 bis 1913 die Tiefburg
- Johann Fischer (1852–1921), letzter Bürgermeister von Handschuhsheim
- Philipp Lenz (1861–1926), Mundartforscher, geboren in Handschuhsheim, dokumentierte die dortige Mundart
- Emil Reimold (1863–1946), Bürstenfabrikant und Schriftsteller, lebte zeitweilig in Handschuhsheim
- Albert Ludwig (1868–1957), Theologe, lebte zeitweilig in Handschuhsheim
- Bleickard von Helmstatt (1871–1952), letzter adliger Besitzer der Tiefburg
- Karl Friedrich Heck (1874–1934), Priester, Lehrer und Heimatforscher
- Fritz Frey (1881–1962), Heimatforscher, geboren in Handschuhsheim
- Irma von Drygalski (1892–1953), Schauspielerin, lebte in Handschuhsheim
- Herbert Derwein (1893–1961), Heimatforscher, lebte in Handschuhsheim
- Friedrich Kuhn (1895–1976), Heimatforscher, geboren in Handschuhsheim
- Josef Kreisch (1897–1975), Kunsthandwerker, geboren in Handschuhsheim
- Georg Adam Klemm (1902–1985), Rechtsanwalt und Lokalpolitiker, Erster Bürgermeister der Stadt Heidelberg
- Erich Hübner (1917–1985), Kirchenmusiker, von 1951 bis zu seinem Tod Kantor in Handschuhsheim
- Marie Marcks (1922–2014), Zeichnerin und Karikaturistin, lebte und arbeitete seit 1957 in Handschuhsheim
- Raingard Tausch (* 1949), Zeichnerin, Malerin und Künstlerin
- Anton Kartak (1924–2011), Basketballtrainer und Sportfunktionär, lebte in Handschuhsheim
- Heinz Haller (1914–2004), deutscher Finanzwissenschaftler, lebte zeitweilig in Handschuhsheim